# Моно (Онтарио)
Моно (енгл. Mono) је градић у Канади у покрајини Онтарио. Према резултатима пописа 2011. у граду је живело 7.546 становника.

## Становништво
Према резултатима пописа становништва из 2011. у граду је живело 7.546 становника, што је за 6,7% више у односу на попис из 2006. када је регистровано 7.071 житеља.
| 2006. | 2011. |
| ----- | ----- |
| 7.071 | 7.546 |